# Шпревальдхайде
Шпревальдхайде (нем. Spreewaldheide) — община в Германии, в земле Бранденбург.
Входит в состав района Даме-Шпревальд. Подчиняется управлению Либерозе/Обершпревальд.  Население составляет 544 человека (на 31 декабря 2010 года). Занимает площадь 35,99 км².
| Год  | Население |
| ---- | --------- |
| 2005 | 580       |
| 2010 | 531       |